# Jill Barber
Jill Barber (Port Credit, 1980. február 6. –), kanadai énekesnő, dalszerző.

## Pályafutása
Port Creditben született és ott is nőtt fel. Bátyja, Matthew Barber is énekes-dalszerző. A Queen's University-n tanult. A 2005-ös Music Nova Scotia Awards-on debütáló albuma elnyerte az év legjobb női előadója díjat. 2007-ben a legjobb kanadai női előadó volt.
2007-ben Dan Hilllel turnézott a CBC Radio The Vinyl Cafe című műsorával. 2009-ben a Vinyl Cafe Touron, és Matt Andersennel lépett fel. 2008-ban kiadta a Chance című dzsesszalbumot, amelyet részben producerével, Les Cooper-rel közösen írt, és számos dalon együttműködött a kanadai zenei legendával, Ron Sexsmith-tel.
Barber főleg angolul énekel, de felvette és előadta az "„Une femme doit faire”-t, valamint két dalának, az „All My Dreams (Tous mes rêves”) és a „Tell Me (Dis-moi”) francia fordítását is. 2013-as Chansons című albuma, amely quebeci és franciaországi klasszikus dalok feldolgozásaiból válogat, volt az első olyan albuma, amelyet teljes egészében franciául rögzítettek és ad elő.
2016-ban Barber társproducerként készítette el a „The Family Album” című lemezt testvérével, Matthew Barberrel.

## Albumok
- 2007: Oh Heart
- 2007: For All Time
- 2008: Chances
- 2011: Mischievous Moon
- 2013: Chansons
- 2014: Fool's Gold
- 2016: The Family Album
- 2018: Metaphora
- 2020: Entre Nous
- 2022: Homemaker

## Díjak
- 2005: East Coast Music Awards (jelölés: Female Artist of the Year, Folk Recording of the Year)
- 2007: East Coast Music Awards (Best Album of the Year, Female Artist of the Year: elnyerte)
- 2008: Juno Awards (jelölés)
- 2016: Canadian Folk Music Awards (jelölés)
- 2017: Juno Awards (elnyerte)

- SiriusXM 2012 Jazz Artist of the Year
- Chansons 2013

## Filmek
- Jill Barber az IMDb-n